# Сборная России по теннису в Кубке Билли Джин Кинг
Сборная России по теннису в Кубке Билли Джин Кинг — официальный представитель России в Кубке Билли Джин Кинг (до 2020 года — Кубок Федерации). Руководящий состав сборной определяется Федерацией тенниса России.
С февраля 2014 по март 2018 капитаном команды была Анастасия Мыскина, с апреля 2018 — Игорь Андреев.

## История выступлений
Сборная России в Кубке Федерации — преемник сборных СССР и СНГ.
Сборная дебютировала в турнире в 1968 году. Из этих 39 лет 33 года команда находится в Мировой группе (последний вылет состоялся в 1992 году, последнее возвращение — в 1997). За это время сыграно 129 матчевых встреча (90 побед).
Сборная 12 раз играла в финале турнира, одержала пять побед (2004, 2005, 2007, 2008, 2021), семь раз проиграла (1988, 1990, 1999, 2001, 2011, 2013, 2015).

## Рекордсмены команды
| Максимальное общее число побед               | 40-11 | Лариса Савченко                   |
| Максимальное число побед в одиночных матчах  | 22-5  | Елена Дементьева                  |
| Максимальное число побед в парных матчах     | 23-3  | Лариса Савченко                   |
| Лучшая пара                                  | 12-1  | Лариса Савченко / Наталья Зверева |
| Наибольшее число участий в матчевых встречах | 32    | Лариса Савченко                   |
| Наибольшее число лет в турнире               | 11    | Елена Веснина                     |

## Результаты
| Турнир         | 1968 | 1969 | 1970 | 1971 | 1972 | 1973 | 1974 | 1975 | 1976 | 1977 | 1978 | 1979 | 1980 | 1981 | 1982 | 1983 | 1984 | 1985 | 1986 | 1987 | 1988 | 1989 | 1990 | 1991 | 1992 | В-П   |
| -------------- | ---- | ---- | ---- | ---- | ---- | ---- | ---- | ---- | ---- | ---- | ---- | ---- | ---- | ---- | ---- | ---- | ---- | ---- | ---- | ---- | ---- | ---- | ---- | ---- | ---- | ----- |
| Главный турнир | 1/4  |      |      |      |      |      |      |      | 1R   |      | 1/2  | 1/2  | 1/4  | 1/4  | 1/4  | 1R   | 2R   | 1R   | 1R   | 2R   | Ф    | 1/4  | Ф    | 2R   | 2R   | 28-16 |
| Утешит. турнир | н/п  |      |      |      |      |      | н/п  |      | 1R   |      | н/п  |      |      |      |      | В    |      | В    | Ф    |      |      |      |      |      | н/п  | 12-1  |
| В-П            | 2-1  | —    | —    | —    | —    | —    | —    | —    | 0-2  | —    | 3-1  | 3-1  | 2-1  | 2-1  | 2-1  | 4-1  | 1-1  | 5-1  | 4-2  | 1-1  | 2-1  | 2-1  | 4-1  | 1-1  | 1-1  | 40-17 |

| Турнир                         | 1993 | 1994 | 1995 | 1996 | 1997 | 1998 | 1999 | 2000 | 2001 | 2002 | 2003 | 2004 | 2005 | 2006 | 2007 | 2008 | 2009 | 2010 | 2011 | 2012 | 2013 | 2014 | 2015 | 2016 | 2017 | 2018 | В-П   |
| ------------------------------ | ---- | ---- | ---- | ---- | ---- | ---- | ---- | ---- | ---- | ---- | ---- | ---- | ---- | ---- | ---- | ---- | ---- | ---- | ---- | ---- | ---- | ---- | ---- | ---- | ---- | ---- | ----- |
| Мировая группа                 |      |      |      |      |      |      | Ф    | 8-е  | Ф    | 1R   | 1/2  | В    | В    | 1R   | В    | В    | 1/2  | 1/2  | Ф    | 1/2  | Ф    | 1R   | Ф    | 1R   |      |      | 30-14 |
| Плей-офф МГ                    |      |      |      |      |      | В    |      | н/п  | В    | В    |      |      |      | В    |      |      |      |      |      |      |      | В    |      | П    | П    |      | 5-2   |
| II Мировая группа              |      |      |      |      |      | В    |      | н/п  | н/п  | н/п  | н/п  | н/п  |      |      |      |      |      |      |      |      |      |      |      |      | В    | П    | 2-1   |
| Плей-офф II МГ                 |      |      |      |      | В    |      |      | н/п  | н/п  | н/п  | н/п  | н/п  |      |      |      |      |      |      |      |      |      |      |      |      |      | П    | 1-1   |
| Зона «Европа/Африка», группа I | ПО   | 1/2  | 1/2  | Ф    | В    |      |      |      |      |      |      |      |      |      |      |      |      |      |      |      |      |      |      |      |      |      | 13-8  |
| В-П                            | 3-2  | 1-2  | 2-2  | 3-2  | 5-0  | 2-0  | 2-1  | 1-2  | 4-1  | 1-1  | 2-1  | 4-0  | 4-0  | 1-1  | 3-0  | 3-0  | 1-1  | 1-1  | 2-1  | 1-1  | 2-1  | 1-1  | 2-1  | 0-2  | 1-1  | 0-2  | 51-27 |
| Рейтинг                        |      |      |      |      |      |      |      |      |      | 5    | 6    | 2    | 1    | 1    | 1    | 1    | 2    | 3    | 3    | 3    | 3    | 3    | 2    | 4    | 8    |      |       |

## Финалы турнира (12)
| №  | Год  | Место (покрытие)         | Состав в финале                                                                                      | Соперник в финале | Счёт |
| 1  | 2004 | Москва, Россия, ковёр(i) | Светлана Кузнецова Анастасия Мыскина Вера Звонарёва                                                  | Франция           | 3-2  |
| 2  | 2005 | Париж, Франция, грунт    | Елена Дементьева Анастасия Мыскина Динара Сафина                                                     | Франция           | 3-2  |
| 3  | 2007 | Москва, Россия, хард(i)  | Анна Чакветадзе Светлана Кузнецова Елена Веснина                                                     | Италия            | 4-0  |
| 4. | 2008 | Мадрид, Испания, грунт   | Вера Звонарёва Светлана Кузнецова Екатерина Макарова Елена Веснина                                   | Испания           | 4-0  |
| 5. | 2021 | Прага, Чехия, хард       | Екатерина Александрова Дарья Касаткина Вероника Кудерметова Анастасия Павлюченкова Людмила Самсонова | Швейцария         | 2-0  |

| № | Год  | Место (покрытие)          | Состав в финале                                                         | Соперник в финале | Счёт |
| 1 | 1988 | Мельбурн, Австралия, хард | Лариса Савченко Наталья Зверева                                         | Чехословакия      | 1-2  |
| 2 | 1990 | Атланта, США, хард        | Елена Брюховец Наталья Зверева Лариса Савченко                          | США               | 1-2  |
| 3 | 1999 | Станфорд, США, хард       | Елена Лиховцева Елена Дементьева Елена Макарова                         | США               | 1-4  |
| 4 | 2001 | Мадрид, Испания, грунт(i) | Надежда Петрова Елена Дементьева Елена Лиховцева                        | Бельгия           | 1-2  |
| 5 | 2011 | Москва, Россия, хард(i)   | Мария Кириленко Светлана Кузнецова Анастасия Павлюченкова Елена Веснина | Чехия             | 2-3  |
| 6 | 2013 | Москва, Россия, хард(i)   | Александра Панова Ирина Хромачёва Алиса Клейбанова Маргарита Гаспарян   | Италия            | 0-4  |
| 7 | 2015 | Прага, Чехия, хард(i)     | Анастасия Павлюченкова Мария Шарапова Елена Веснина                     | Чехия             | 2-3  |